# Gabaski
Mohamed Abou Gabal, plus connu sous le nom de Gabaski, est un footballeur international égyptien, né le 29 janvier 1989 à Assiout. Il joue au poste de gardien de but à  Future FC.

## Biographie

### En club
Mohamed Abou Gabal commence sa carrière à l'ENPPI Club en 2010.
En 2013, il rejoint le club égyptien du Zamalek SC.
Il quitte le club en 2016 pour rejoindre le Smouha SC.
En 2019, il fait son retour au Zamalek, en signant un contrat de cinq ans contre un chèque de 13 millions de livres égyptiennes (soit environ 750 000 euros). Lors de la saison 2020-2021, il voit la concurrence avec Mahmoud Genesh réduire son temps de jeu. La saison suivante, c'est Mohamed Awad qui concurrence Gabaski. Le 5 novembre 2021, le Zamalek s'incline 5-3 à domicile face à son grand rival d'Al Ahly, avec notamment un but contre son camp de Gabaski, qui ne sera plus titularisé durant les quatre rencontres suivantes. L'entraîneur du Zamalek, Patrice Carteron, le relance le 25 décembre 2021 face au Ghazl El Mahallah (victoire 4-0) afin d'augmenter les chances que Gabaski soit sélectionné pour la CAN 2022.

### En sélection
Le 3 septembre 2011, Abou Gabal honore sa première sélection en équipe d'Égypte face au Sierra Leone, dans le cadre des qualifications à la CAN 2012. Les Égyptiens s'inclinent deux buts à un.
La deuxième sélection de Gabaski a lieu dix ans plus tard, le 30 septembre 2021, en match amical face au Liberia (victoire 2-0).
Il est sélectionné par Carlos Queiroz pour participer à la Coupe d'Afrique 2021. Il est pressenti pour être le deuxième gardien derrière Mohamed El-Shenawy. Ce dernier se blesse aux ischio-jambiers lors du 8e de finale face à la Côte d'Ivoire, et Gabaski le remplace peu de temps avant la fin du temps réglementaire. La rencontre se termine aux tirs au but après un match nul et vierge, Gabaski stoppe la tentative d'Éric Bailly, et les Pharaons se qualifient pour le tour suivant. En demi-finale face au pays-hôte camerounais, c'est aussi la séance de tirs au but qui va sceller l'issue de la rencontre. Gabaski stoppe les penalties d'Harold Moukoudi et de James Léa Siliki, et l'Égypte se qualifie pour la finale. Lors de la finale face au Sénégal, il arrête dès la 7e minute un penalty de Sadio Mané, et les deux équipes ne parviennent pas à se départager durant 120 minutes. Gabaski arrête le penalty de Bouna Sarr mais ce sont bien les Sénégalais qui remportent la Coupe d'Afrique. En décembre 2023, il est retenu dans la liste des vingt-sept joueurs égyptiens sélectionnés par Rui Vitória pour disputer la Coupe d'Afrique des nations 2023.

### Surnom
Son surnom de Gabaski vient de son entraîneur lors de son premier passage au Zamalek en 2015, le portugais Jesualdo Ferreira, qui, ayant du mal à prononcer son nom, l'a surnommé Gabaski en référence à un basketteur ibérique.

## Palmarès
| ENPPI Club - Coupe d'Égypte(1) : - Vainqueur : 2010-11. |  | Zamalek SC - Championnat d'Égypte (2) : - Champion : 2014-15 et 2020-21. - Coupe d'Égypte (3) : - Vainqueur : 2013-14, 2014-15 et 2018-19. - Supercoupe d'Égypte (1) : - Vainqueur : 2019-20. - Supercoupe de la CAF (1) : - Vainqueur : 2020. |

## Carrière en club
Abou Gabal a joué pour l'ENPPI, Smouha et Zamalek . Il a été surnommé « Gabaski » par Jesualdo Ferreira en 2015. En septembre 2022, il rejoint National bank of Egypt SC en transfert gratuit.
Fin janvier 2024, a surgi une rumeur selon laquelle il allait être prêté à Al Ahly en raison d'une grave blessure subie par leur gardien de but, Mohamed El-Shenawy. Néanmoins, l'accord suggéré a échoué lorsque Al Ahly a choisi de suspendre les négociations juste avant la réunion de signature du contrat.